# Свейдн Бьёднссон
Свейдн Бьёднссон (исл. Sveinn Björnsson, 27 февраля 1881, Копенгаген — 25 января 1952, Рейкьявик) — первый президент Исландии.

## Биография
Родился 27 февраля 1881 года в Копенгагене.
В 1900 году окончил латинскую школу в Рейкьявике.
В 1912 году стал членом Городского совета Рейкьявика.
В 1914—1916 годах и в 1920 году был депутатом Альтинга. После обретения Исландией автономии в 1918 году стал председателем Городского совета Рейкьявика (до 1920 года). В те же годы занимал руководящие посты в различных компаниях и банковских учреждениях Исландии. В 1920—1924 и 1926—1940 годах — посланник Исландии в Дании. В 1941—1943 годах — регент Исландии.
25 мая 1944 года в Исландии был проведён референдум о независимости от Дании. На референдуме было принято положительное решение и 17 июня 1944 года Альтинг избирает Свейдна Бьёднссона первым президентом Исландии сроком на 1 год.
В 1945 и 1949 был единственным кандидатом на президентских выборах и в соответствии с законом считался переизбранным на следующий срок без голосования.
Умер 25 января 1952 года во время очередного президентского срока. После его смерти страной руководит триумвират из председателя Альтинга, премьер-министра и Главного судьи Верховного Суда до избрания следующим президентом Аусгейра Аусгейрссона.